# Solapur (dystrykt)
Solapur (dystrykt) (marathi सोलापूर जिल्हा, ang. Solapur district) – jest jednym z trzydziestu pięciu dystryktów indyjskiego stanu Maharasztra, o powierzchni 14 895 km².

## Położenie
Położony jest na południu tego stanu. Graniczy z dystryktami: od zachodu z Pune, Sangli, od  północy z Ahmednagar, Osmanabad, od wschodu z Osmanabad a od południa ze stanem Karnataka.
Stolicą dystryktu jest miasto Solapur.

## Rzeki
Rzeki przepływające przez obszar dystryktu :
- Bhima
- Bhogawati
- Bori
- Harni
- Man
- Nira
- Sina